# Kopalnia Fryderyk
Kopalnia Fryderyk (niem. Friedrichsgrube) – kopalnia rudy ołowiu i srebra , która funkcjonowała od 1784 roku  do co najmniej 1911 roku lub 1912 roku głównie w rejonie Bobrownik  koło Tarnowskich Górach. 
Współcześnie jej wyrobiska są częściowo udostępnione dla turystów jako Zabytkowa Kopalnia Srebra. Jako część kompleksu zabytkowych podziemi tarnogórsko-bytomskich zostały wpisane w 2017 roku na listę światowego dziedzictwa UNESCO pod nazwą Kopalnia rud ołowiu, srebra i cynku wraz z systemem gospodarowania wodami podziemnymi w Tarnowskich Górach.

## Historia

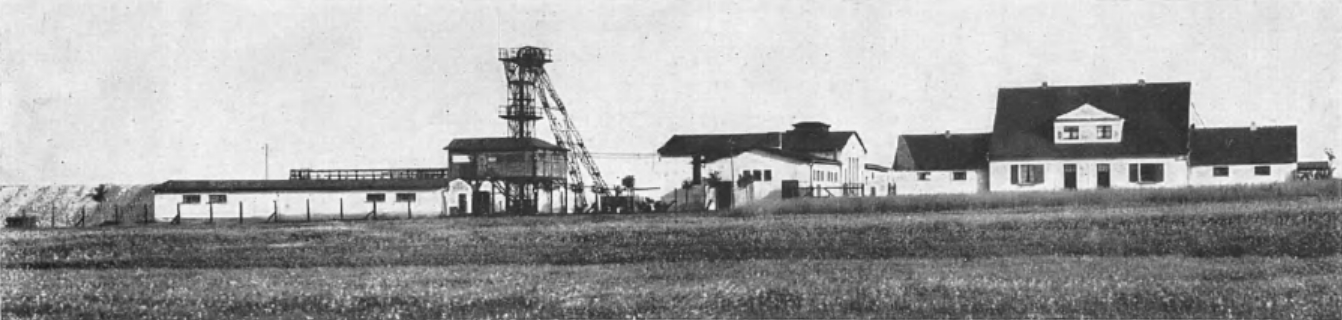
Zabudowania szybu Pilger (przed 1930)

Pierwszy raz rudę ołowiu znaleziono 16 lipca 1784 w okolicy szybu Rudolphine. Złoża rudy ołowiu zalegały niemal poziomo. W 1787 roku (według innych źródeł: 17 stycznia 1788 roku lub 4 kwietnia 1788 roku) przy szybie Abraham została zainstalowana pierwsza na Górnym Śląsku, a druga na kontynencie 32-cylindrowa maszyna parowa do odwadniania, sprowadzona z Cardiff, z inicjatywy hrabiego Redena. Została przetransportowana statkiem do Świnoujścia, potem Odrą, trzema łodziami do Zdzieszowic i stamtąd furmankami do kopalni. Kolejne maszyny, które były montowane w zakładzie, były tworzone w odlewni w Gliwicach w latach 1790, 1794/1795, 1802 oraz 1804. W 1816 roku kopalnia i huta zatrudniała łącznie 540 pracowników, wyprodukowały one w tym roku 1495 marek srebra, 5320 cetnarów ołowiu i 12563 cetnarów glejty. Pole górnicze wynosiło 1,529 km² w 1835 roku. 
W kopalni przeprowadzono badania prędkości transportu urobku tzw. wózkami angielskimi, taczkami oraz kubłami; najkorzystniej wypadły wózki, stosowano je, gdzie było to możliwe ze względu na warunki.
Do ciągnienia urobku próbowano również uruchomić kołowrót z kołami zamachowymi, który skonstruowano według pomysłu Kiesewettera z Dolnego Śląska, próba nie wypadła jednak pomyślnie.
W 1834 roku uruchomiono głęboką sztolnię w kopalni, którą drążono od 1821 roku na odcinku w przybliżeniu 5,6 km, co kosztowało około 220 000 talarów Rzeszy. Dzięki czemu można było zrezygnować z odwadniania przy pomocy maszyny parowej, co było procesem kosztownym. W 1836 roku po raz pierwszy zaczęto oddzielać urobek od skały płonnej drogą mechaniczną, na szerszą skalę przeróbka mechaniczna ruszyła od 1840 roku. Urobek w 1. połowie XIX wieku wydobywano kołowrotem napędzanym ręcznie.
W drugim ćwierćwieczu XIX wieku dochodowość kopalni i huty Fryderyk wyraźnie zmniejszyła się; średni roczny dochód kopalni w latach 1838–1848 wyniósł 1668 talarów. Uboczna produkcja rudy ołowiu w górnośląskich kopalniach galmanu (w 1859 i 1862 roku) przekroczyła ilości wydobyte w kopalni Fryderyk.
Górnicy pracowali po 8 lub 12 godzin dziennie, zmiany ośmiogodzinne trwały od 6 do 14 oraz od 14 do 22. Stawka za dniówkę wahała się od 5 do 7,5 srebrnych groszy, górnicy jednak pracowali przeważnie w akordzie, przez co zarabiali więcej niż przewidziana stawka za dniówkę.
Górnicy kopalni Fryderyk mało kiedy posiadali własne lokale, przez co przeważnie wynajmowali mieszkania.
W 1858 roku Wyższy Urząd Górniczy wydał zarządzenie ograniczające produkcję kopalni Fryderyk ze względu na trudności huty Fryderyk. Do 1910 roku wydobyto kilka milionów ton rudy, z której uzyskano 167 tys. ton ołowiu .